# Trận Lundby
Trận Lundby là trận đánh cuối cùng của cuộc Chiến tranh Schleswig lần thứ hai giữa Đồng minh Áo - Phổ và Đan Mạch, đã diễn ra vào ngày 3 tháng 7 năm 1864, tại Lundby (trên bán đảo Jutland của Đan Mạch). Trong trận giao chiến này, một lực lượng nhỏ đến từ 2 đại đội của quân đội Phổ dưới quyền chỉ huy của Đại úy von Schlutterbach đã bẻ gãy hoàn toàn cuộc tấn công của một đại đội Đan Mạch (với quân số đông đảo hơn) dưới quyền chỉ huy của Thượng tá H.C.J. Beck. Trên thực tế, đây chỉ là một trận đánh lẻ tẻ tuy nhiên nó đã gây chú ý trên khắp châu Âu vì thể hiện ưu thế vượt trội của súng trường nạp hậu Dreyse của các lực lượng Phổ so với súng trường nạp tiền của quân đội Đan Mạch: thương vong của quân Đan Mạch trong trận chiến này lớn hơn rất nhiều so với thiệt hại của phía Phổ.
Kể từ tháng 4 năm 1864, Đan Mạch thật sự đã thua trận trong Chiến tranh Schleswig lần thứ hai, và Thượng tá Beck đã được giao nhiệm vụ yểm trợ cuộc triệt thoái của quân đội Đan Mạch về phía đông nam. Vào ngày 1 tháng 7 năm 1864, khi 3 đội tuần tiễu nhỏ của Phổ tiến về Aalborg – gần nơi đóng trại của Beck – viên chỉ huy quân Đan Mạch quyết định tấn công. Đến ngày 2 tháng 7, khi nghe tin một đội tuần tiễu của Đan Mạch đã đụng độ với quân Phổ, Beck ra lệnh cho một lực lượng thuộc Đại đội số 5 (Trung đoàn Bộ binh số 1) cùng với bản thân ông kéo vào Aalborg phía nam. Hôm sau, ông ta hai lần dẫn quân vào Aalborg và nhận thấy rằng ông đã không thể bắt kịp đối phương. Tại làng Lundby, không xa Aalborg, một trong 3 đội hình của Phổ do Thiếu tá Krug von Nidda chỉ huy đã dừng chân vào buổi sáng ngày 3 tháng 7. Không nghĩ là Beck đang "săn lùng" ông, Krug dẫn phần lớn bộ binh của ông về hướng bắc. Ông chỉ để lại tại Lundby Đại úy von Schlutterbach – người chỉ huy một đội quân nhỏ với phần lớn binh lính thuộc Đại đội số 1 của ông (phần còn lại thuộc Đại đội số 2 của Thiếu úy von Wissell II).
Trong thời gian này, Beck mang quân đến Gunderup – cách Lundby không xa về phía nam – và được biết là quân Phổ đã đi qua đây. Trước tình hình đó, Beck quyết định đánh thọc về Lundby. Quân Phổ – vốn có tinh thần kỷ cương cao độ, và phòng ngự ở đằng sau bức tường đá, đã trở nên vô cùng hoảng loạn khi bị quân Đan Mạch tấn công. Nhưng rồi, tình hình không kéo dài lâu. Tấn công trên khoảng 600 m với lữơi lê cắm ở đầu súng, binh lính của Đan Mạch bị bắn hạ trong 3 loạt đạn nhanh như chớp của quân đội Phổ. Cuộc tấn công của quân Đan Mạch đã bị chặn đứng cách bức tường thành 30 m về phía trước. Khi ấy, thiệt hại của quân Đan Mạch đã lên tới 3/4 binh lực của Đại đội số 5. Quân Đan Mạch được ghi nhận là đã chiến đấu dũng cảm trong đợt tấn công đầy thảm họa này, song đến cả Beck cũng phải nhận thấy là cuộc tiến công đã thảm bại. Ông ta xuống lệnh cho tàn binh của mình triệt thoái về Kongehøf, và Schlutterbach không truy kích. Về phía Phổ, chỉ có 3 binh sĩ bị thương nhẹ trong trận đánh này, dù đây là một cuộc tàn sát đối với quân Đan Mạch.